# Аббатство Райнау
Аббатство Райнау (нем. Kloster Rheinau) — посвящённый Деве Марии и св. Финтану бывший бенедиктинский монастырь, расположенный на острове посреди Рейна в современной швейцарской общине Райнау в кантоне Цюрих.
Первое письменное упоминание о монастыре на рейнском острове встречается в 844 году, при этом уже в 858 году Людвиг Немецкий возвысил обитель до имперского аббатства, что означало, в первую очередь, иммунитет против территориальных посягательств местных дворянских родов и право свободно выбирать настоятеля. Знаковой фигурой этой периода истории монастыря был, безусловно, ирландский по происхождению отшельник Финтан, провёдший здесь более 20 лет. Возможно, именно это обстоятельство побудило констанцского епископа Соломона II обратить на аббатство своё особое внимание.
В 1114 году была освящена большая монастырская базилика в романском стиле, и около 1120 года основан архив, большая часть документов которого дошла до наших дней.
В поисках защиты от агрессивной территориальной политики графов Зульца аббатство заключило в 1455 году договор о защите со Швейцарским союзом, фактически передав ему права монастырского фогта.
Распространение идей Реформации — прежде всего, из близкого и в экономическом и военном плане сильного Цюриха — не обошло стороной и Райнау, приведя в 1529 году к закрытию монастыря. Однако, уже в 1532 году монахи вновь заселили аббатство, ставшее одним из важных центров Контрреформации.
В XVIII веке, при аббате Герольде II Цурлаубене (нем. Gerold II. Zurlauben) монастырь пережил свой последний период расцвета. По планам Каспара Моосбруггера (нем. Caspar Moosbrugger, 1656—1723) в барочном стиле были перестроены церковь Девы Марии (освящена в 1710 году) с её типичными башенными навершиями, и здания конвента (до 1744 года).
В эпоху Наполеоновских войн монастырь был распущен в 1798 году, однако снова открыт уже в 1803 году, после заключения акта посредничества. При этом аббатство вместе с выросшим по соседству городом Райнау было присоединено к восстановленному кантону Цюрих.
Либеральные реформы 1830-х годов полностью подчинили монастырь кантональным властям, в 1836 году законодательно запретившим приём новых послушников. Наконец, в 1862 году кантональный совет Цюриха постановил упразднение аббатства. Ввиду этих событий, последний аббат Леодегар фон Урсвиль-Хохдорф передал свой посох вновь основанному швабскому аббатству Бойрон на верхнем Дунае; средневековый готический посох был передан основанному в 1854 году американскому архиаббатству св. Мейнарда (Индиана).
В дальнейшем в зданиях аббатства с 1867 по 2000 годы располагалась психиатрическая клиника.
В настоящее время здесь открыт музыкальный центр нем. Musikinsel Rheinau, и часть помещений используется католическим сообществом нем. Spirituelle Weggemeinschaft.